# Leone Ceco

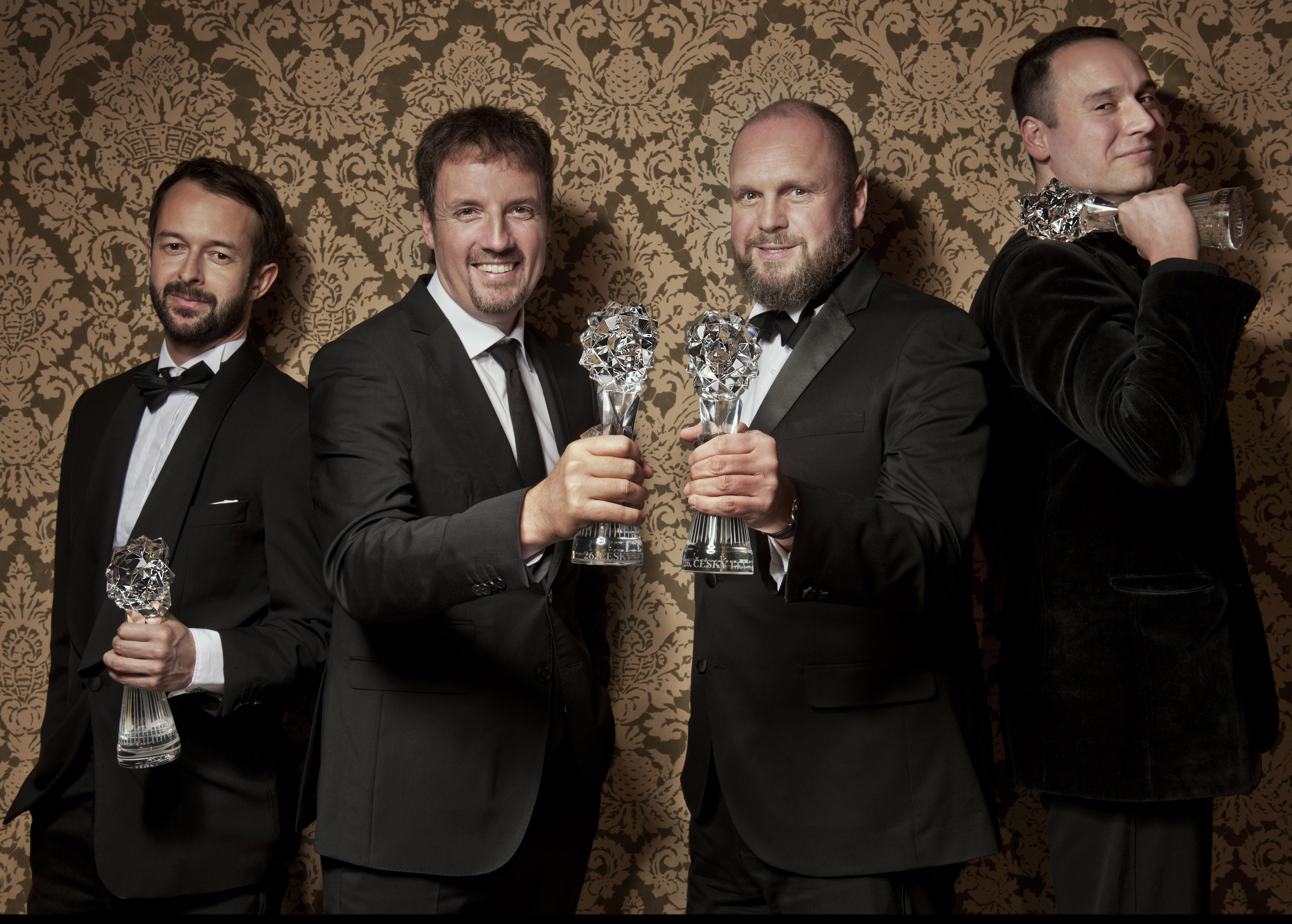
Matěj Podzimek, Michal Reitler, David Ondříček e Jakub Režný alla premiazione del 2019

I Leoni Cechi (in ceco Český lev) sono dei premi annuali assegnati alle produzioni cinematografiche e alla televisione. Sono i maggiori riconoscimenti assegnati per la realizzazione dei film in Repubblica Ceca. La giuria è formata da membri della ČFTA (České filmové a televizní akademie).
Le produzioni cinematografiche candidabili devono essere distribuite entro l'anno precedente alla cerimonia di premiazione, e devono essere stati almeno co-prodotti da uno studio cinematografico ceco.

## Categorie
Le categorie premiate sono:
- Miglior film
- Miglior regista
- Miglior sceneggiatura
- Miglior fotografia
- Miglior musica
- Miglior montaggio
- Miglior colonna sonora
- Miglior attore protagonista
- Miglior attrice protagonista
- Miglior attore non protagonista
- Miglior attrice non protagonista
- Miglior contributo artistico nel cinema ceco
- Film più popolare
- Miglior documentario

Vengono inoltre premiate le seguenti categorie:
- Premio Magnesie
- Premio Sazka
- Film Critics' Award
- Premio dei lettori della rivista Premiere
- Il Leone "ripieno"

## Film vincitori
| Anno | Nome                                 | Regista           |
| ---- | ------------------------------------ | ----------------- |
| 1993 | Šakalí léta                          | Jan Hřebejk       |
| 1994 | Díky za každé nové ráno              | Milan Šteindler   |
| 1995 | Záhrada                              | Martin Šulík      |
| 1996 | Kolya                                | Jan Svěrák        |
| 1997 | Knoflíkáři                           | Petr Zelenka      |
| 1998 | Je třeba zabít Sekala                | Vladimír Michálek |
| 1999 | Návrat idiota                        | Saša Gedeon       |
| 2000 | Divisi si perde                      | Jan Hřebejk       |
| 2001 | Little Otik                          | Jan Švankmajer    |
| 2002 | Rok ďábla                            | Petr Zelenka      |
| 2003 | Nuda v Brně                          | Vladimír Morávek  |
| 2004 | Horem pádem                          | Jan Hřebejk       |
| 2005 | Something Like Happiness             | Bohdan Sláma      |
| 2006 | I Served the King of England         | Jiří Menzel       |
| 2007 | Tajnosti                             | Alice Nellis      |
| 2008 | Karamazovi                           | Petr Zelenka      |
| 2009 | Protektor                            | Marek Najbrt      |
| 2010 | Pouta                                | Radim Špaček      |
| 2011 | Poupata                              | Zdeněk Jiráský    |
| 2012 | Ve stínu                             | David Ondříček    |
| 2013 | Hořící keř                           | Agnieszka Holland |
| 2014 | Cesta ven                            | Petr Václav       |
| 2015 | Kobry a užovky                       | Jan Prušinovský   |
| 2016 | Masaryk                              | Julius Ševčík     |
| 2017 | Bába z ledu                          | Bohdan Sláma      |
| 2018 | Všechno bude                         | Olmo Omerzu       |
| 2019 | Nabarvené ptáče                      | Václav Marhoul    |
| 2020 | Charlatan - Il potere dell'erborista | Agnieszka Holland |
| 2021 | Zátopek                              | David Ondříček    |
| 2022 | Il Boemo                             | Petr Václav       |
| 2023 | Bratři                               | Tomáš Mašín       |